# Neolophonotus cristatus
Neolophonotus cristatus là một loài ruồi trong họ Asilidae. Neolophonotus cristatus được Londt miêu tả năm 1988. Loài này phân bố ở vùng nhiệt đới châu Phi.